# Cúp bóng đá U-23 Doha 2023
Cúp bóng đá U-23 Doha 2023 hay Doha Cup U-23 2023 là giải đấu bóng đá giao hữu quốc tế dành cho lứa tuổi U-23, được tổ chức tại thủ đô Doha, Qatar. Giải đấu là dịp để các cầu thủ trẻ cọ xát nhằm hướng tới một số giải đấu quan trọng như giải bóng đá nam tại Đại hội Thể thao châu Á 2022 vào tháng 9 tại Trung Quốc và vòng loại Cúp bóng đá U-23 châu Á 2024. Đây được coi là lần tổ chức tiếp theo của Cúp bóng đá U-23 Dubai 2022.
Mỗi đội sẽ thi đấu 3 trận, gói gọn trong đợt FIFA Days từ 22–28 tháng 3 năm 2023.

## Các đội tham dự
Danh sách đội tuyển tham dự giải đã được công bố vào đầu tháng 3 năm 2023.
| Đội             | Hiệp hội | Liên đoàn |
| --------------- | -------- | --------- |
| Qatar (chủ nhà) | QFA      | AFC       |
| Ả Rập Xê Út     | SAFF     | AFC       |
| Hàn Quốc        | KFA      | AFC       |
| Iraq            | IFA      | AFC       |
| Kuwait          | KFA      | AFC       |
| Kyrgyzstan      | KFU      | AFC       |
| Oman            | OFA      | AFC       |
| Thái Lan        | FAT      | AFC       |
| UAE             | UAEFA    | AFC       |
| Việt Nam        | VFF      | AFC       |

Ngoài ra, một số đội tuyển của Jordan, Syria, Tajikistan hay các đội tuyển tham dự giải đấu lần trước như Croatia và Uzbekistan cũng đã xác nhận hoặc chờ xác nhận sẽ tham dự giải đấu, nhưng đã không góp mặt trong danh sách cuối cùng.

## Thể thức
Tương tự Dubai Cup 2022, ở vòng một và vòng hai, các đội được bắt cặp ngẫu nhiên và thi đấu với nhau. Kết quả của các đội sau hai vòng sẽ được dùng để xếp các cặp đấu ở vòng ba, dựa theo thứ hạng đạt được (đội xếp thứ nhất sẽ gặp đội đứng thứ hai, đội xếp thứ ba gặp đội đứng thứ tư..., cứ như vậy cho đến cặp cuối cùng). Tuy nhiên, vì đây là giải đấu giao hữu nên quy định không phải tuyệt đối và có thể thay đổi tùy theo sự sắp xếp của ban tổ chức hoặc yêu cầu từ phía các đội sao cho hợp lý nhất.

## Địa điểm
| Doha                   | Doha                    | Doha                 | Doha                    | Doha                  |
| ---------------------- | ----------------------- | -------------------- | ----------------------- | --------------------- |
| Sân vận động Al Duhail | Sân vận động Al Gharafa | Sân vận động Al Ahli | Sân vận động Qatar Club | Sân vận động Al Arabi |
| Sức chứa: 9.000        | Sức chứa: 21.175        | Sức chứa: 12.000     | Sức chứa: 15.000        | Sức chứa: 13.000      |
|                        |                         |                      | không khung             |                       |

## Các trận đấu
Tất cả thời gian được liệt kê là giờ địa phương, AST (UTC+4)

### Vòng 1
| Ả Rập Xê Út                             | 2–2 | Thái Lan                        |
| --------------------------------------- | --- | ------------------------------- |
| - Mohammed Marran 23' Rayan Mohamad 47' |     | - Poeiphimai 11' Jonathan 90+5' |

| Oman | 0–3 | Hàn Quốc                                          |
| ---- | --- | ------------------------------------------------- |
|      |     | Eom Ji-sung 8' · Kim Sin-jin 33' · An Jae-jun 76' |

| Qatar | 0–1 | UAE           |
| ----- | --- | ------------- |
|       |     | - Abdulla 17' |

| Iraq                                                | 3–0 | Việt Nam |
| --------------------------------------------------- | --- | -------- |
| - Ali Almosawe 45' - Ahmed Hasan 60' - Al Imari 85' |     |          |

| Kuwait         | 1–0 | Kyrgyzstan |
| -------------- | --- | ---------- |
| - Al Qaisi 50' |     |            |

### Vòng 2
| UAE                                                            | 4–0 | Việt Nam |
| -------------------------------------------------------------- | --- | -------- |
| - Al Blooshi 51' - Al Hammadi 67' - Ahmad 83' - Alraeesi 90+4' |     |          |

| Iraq | 0–1 | Hàn Quốc             |
| ---- | --- | -------------------- |
|      |     | - Goh Young-joon 89' |

| Qatar | 0–1 | Thái Lan              |
| ----- | --- | --------------------- |
|       |     | Jonathan (p.đ.) 45+1' |

| Oman                 | 2–0 | Kyrgyzstan |
| -------------------- | --- | ---------- |
| - N. Said 84', 90+3' |     |            |

| Ả Rập Xê Út | 0–0 | Kuwait |
| ----------- | --- | ------ |
|             |     |        |

### Vòng 3

#### Bảng xếp hạng sau 2 vòng
| VT | Đội         | ST | T | H | B | BT | BB | HS | Đ | Giành quyền tham dự |
| -- | ----------- | -- | - | - | - | -- | -- | -- | - | ------------------- |
| 1  | UAE         | 2  | 2 | 0 | 0 | 5  | 0  | +5 | 6 | Chung kết           |
| 2  | Hàn Quốc    | 2  | 2 | 0 | 0 | 4  | 0  | +4 | 6 | Chung kết           |
| 3  | Thái Lan    | 2  | 1 | 1 | 0 | 3  | 2  | +1 | 4 | Tranh hạng 3        |
| 4  | Kuwait      | 2  | 1 | 1 | 0 | 1  | 0  | +1 | 4 | Tranh hạng 3        |
| 5  | Iraq        | 2  | 1 | 0 | 1 | 3  | 1  | +2 | 3 | Tranh hạng 5        |
| 6  | Oman        | 2  | 1 | 0 | 1 | 2  | 3  | −1 | 3 | Tranh hạng 5        |
| 7  | Ả Rập Xê Út | 2  | 0 | 2 | 0 | 2  | 2  | 0  | 2 | Tranh hạng 7        |
| 8  | Qatar (H)   | 2  | 0 | 0 | 2 | 0  | 2  | −2 | 0 | Tranh hạng 7        |
| 9  | Kyrgyzstan  | 2  | 0 | 0 | 2 | 0  | 3  | −3 | 0 | Tranh hạng 9        |
| 10 | Việt Nam    | 2  | 0 | 0 | 2 | 0  | 7  | −7 | 0 | Tranh hạng 9        |

Ghi chú: Những đội đã gặp nhau ở vòng 1 và vòng 2 sẽ không được đối đầu với nhau ở vòng 3.

#### Các trận đấu phân hạng
Trong vòng 3, loạt sút luân lưu sẽ được sử dụng để quyết định đội thắng nếu cần thiết.
| UAE | 0–3 | Hàn Quốc                              |
| --- | --- | ------------------------------------- |
|     |     | An Jae-jun 58' · Hong Si-hoo 79', 86' |

| Thái Lan | 0–1 | Kuwait              |
| -------- | --- | ------------------- |
|          |     | Ibrahim Kamil 45+5' |

| Iraq          | 1–0 | Oman |
| ------------- | --- | ---- |
| H. Lawend 76' |     |      |

| Qatar | 0–0  | Ả Rập Xê Út |
| --- | ---- | --- |
| |      | |
| Loạt sút luân lưu |      | |
| Al-Yazidi · Al-Mannai · Haroon · Abdulaziz · Al-Hassan · Mansour · Yousif · Al-Salati · Aiash · Al-Tairi · Baliadeh · Al-Yazidi | 9–10 | Al-Juwayr · Al-Zaid · Al Mousa · Al-Ghamdi · Al-Johani · Aboulshamat · Al-Sibyani · Hamed · Al-Nashri · Al-Zubaidi · Al-Absi · Al-Juwayr |

| Việt Nam                                                   | 0–0 | Kyrgyzstan                                      |
| ---------------------------------------------------------- | --- | ----------------------------------------------- |
|                                                            |     |                                                 |
| Loạt sút luân lưu                                          |     |                                                 |
| Văn Thắng · Văn Khang · Minh Trọng · Tiến Long · Quốc Việt | 4–5 | Kimi Merk · Mirlan · Eldiiar · Arsen · Nurdolot |

#### Bảng xếp hạng chung cuộc
Vị trí của các đội được xếp theo thứ hạng đạt được sau các trận đấu tranh hạng ở vòng 3, không xếp theo điểm. Các trận đấu được giải quyết bằng loạt sút luân lưu được tính là một trận hòa.

| VT | Đội         | ST | T | H | B | BT | BB | HS | Đ |
| -- | ----------- | -- | - | - | - | -- | -- | -- | - |
| 1  | Hàn Quốc    | 3  | 3 | 0 | 0 | 7  | 0  | +7 | 9 |
| 2  | UAE         | 3  | 2 | 0 | 1 | 5  | 3  | +2 | 6 |
| 3  | Kuwait      | 3  | 2 | 1 | 0 | 2  | 0  | +2 | 7 |
| 4  | Thái Lan    | 3  | 1 | 1 | 1 | 3  | 3  | 0  | 4 |
| 5  | Iraq        | 3  | 2 | 0 | 1 | 4  | 1  | +3 | 6 |
| 6  | Oman        | 3  | 1 | 0 | 2 | 2  | 4  | −2 | 3 |
| 7  | Ả Rập Xê Út | 3  | 0 | 3 | 0 | 4  | 4  | 0  | 3 |
| 8  | Qatar (H)   | 3  | 0 | 1 | 2 | 0  | 2  | −2 | 1 |
| 9  | Kyrgyzstan  | 3  | 0 | 1 | 2 | 0  | 3  | −3 | 1 |
| 10 | Việt Nam    | 3  | 0 | 1 | 2 | 0  | 7  | −7 | 1 |

## Cầu thủ ghi bàn
Đã có 25 bàn thắng ghi được trong 15 trận đấu, trung bình 1.67 bàn thắng mỗi trận đấu.
2 bàn thắng
- An Jae-jun
- Al Maashari Nibras Said
- Hong Si-hoo
- Jonathan Khemdee

1 bàn thắng
- Mohammed Marran
- Rayan Mohamad
- Teerasak Poeiphimai
- Eom Ji-sung
- Kim Sin-jin
- Goh Young-joon
- Ahmed Fawzi Abdulla
- Yasser Hassan Al Blooshi
- Ahmed Mahmoud Al Hammadi
- Mohammed Yousuf Ahmad
- Abdulla Abdulaziz Alraeesi
- Ali Almosawe
- Ahmed Hasan
- Al Imari
- Hussein Lawend
- Talal Al Qaisi
- Ibrahim Kamil

## Phát sóng
| Quốc gia | Mạng phát sóng         | TK    |
| -------- | ---------------------- | ----- |
| Qatar    | Alkass Sports Channels |       |
| Việt Nam | FPT Play               | [ 9 ] |